# Trang Hiến Hoàng hậu
Trang Hiến Vương Thái hậu (chữ Hán: 莊憲王太后, 763 – 5 tháng 4, 816), cũng gọi Trang Hiến hoàng hậu (莊憲皇后), là vợ thứ của Đường Thuận Tông Lý Tụng và mẹ đẻ của Đường Hiến Tông Lý Thuần.

## Tiểu sử
Trang Hiến Vương Thái hậu nguyên quán ở Lang Tà quận (琅邪郡), nay là huyện Lâm Nghi, tỉnh Sơn Đông. Ông cụ nội là Vương Tư Kính (王思敬), đương thời giữ chức Thái tử Tân khách; ông nội bà là Vương Nan Đắc (王難得), cha bà là Vệ Úy khanh Vương Tử Nhan (王子颜), đều xuất thân nhà quan lại.
Vào đời Đường Đại Tông, Vương thị con nhà lương gia được tuyển chọn vào cung làm phi tần, sắc phong là Tài nhân. Đầu năm Vĩnh Thái (765), Đại Tông ban hôn cho bà với cháu nội mình là Tuyên vương Lý Tụng, con trưởng của Thái tử Lý Quát.
Năm Đại Lịch thứ 13 (778), Vương thị hạ sinh con trai lớn nhất của Lý Tụng là Lý Thuần, nhân đó phong làm [Nhụ nhân; 孺人]. Và những năm tiếp theo, bà hạ sinh cho Lý Tụng 1 người con trai và 3 người con gái nữa, tức Phúc vương Lý Quán (李绾), Hán Dương công chúa (漢暘公主), Lương Quốc công chúa (樑國公主) và Vân An công chúa (云安公主). Khi Đường Đức Tông Lý Quát kế vị, Tuyên vương Lý Thuần được sắc lập Thái tử, thế là Nhụ nhân Vương thị được phong Lương đệ (良娣), vị trí chỉ dưới Thái tử phi một bậc. Bà được đánh giá là lễ phép và cẩn trọng, mọi người trong cung ca ngợi bà hiền đức, rất được lòng Đức Tông.

## Thái hoàng
Năm Trinh Nguyên thứ 21 (805), ngày 25 tháng 2, Đường Đức Tông Lý Quát băng hà, Thái tử Lý Tụng kế vị, tức Đường Thuận Tông.
Tuy nhiên, trước đó Hoàng thái tử Lý Tụng bị trúng gió đột quỵ, chứng liệt toàn thân và không thể nói chuyện . Trong thời gian đó, Vương thị cẩn thận thuốc thang, không rời nửa bước. Thuận Tông muốn lập bà làm Hoàng hậu, nhưng vì không thể nói chuyện được, do đó sắc lập không diễn ra. Tháng 8 cùng năm, Vĩnh Trinh cách tân (永贞革新) bị thất bại, triều đình quyết định tôn Thái tử Lý Thuần lên ngôi Hoàng đế, tức Đường Hiến Tông. Đường Hiến Tông tôn cha mình là Thuận Tông lên làm Thái thượng hoàng, còn mẹ là Lương đệ Vương thị lên làm Thái thượng hoàng hậu.
Năm Nguyên Hòa nguyên niên (806), ngày 11 tháng 2, Thái thượng hoàng băng hà, Hiến Tông chính thức tôn phong Vương thị lên làm Hoàng thái hậu, ngự tại Hưng Khánh Cung (興慶宮). Theo đó, tổ phụ của bà là Vương Nan Đắc được phong Đô đốc Lộ Châu, tước Lang Tà quận công (琅邪郡公); cha bà là Kim tử quang lộc đại phu Vương Nhan được tặng làm Vệ úy khanh (卫尉卿). Anh trai bà là Vương Dụng (王用) được thăng làm Thái tử Chiêm sự, Hữu Kim Ngô đại tướng quân, tước Thái Nguyên quận công (太原郡公). Gia đình đã hiển quý, nhưng Vương Thái hậu đối với ngoại thích muôn phần cẩn trọng, bà chủ trương không cho anh em trong họ can thiệp vào chính sự, khiến sử gia khen ngợi, gọi là [Mẫu nghi chi phong; 母仪之风].
Năm Nguyên Hòa thứ 11 (816), ngày 5 tháng 4, Hoàng thái hậu Vương thị qua đời tại Hàm Ninh điện (咸寧殿) thuộc Nam nội, hưởng thọ chừng 54 tuổi. Bà được Hiến Tông truy phong với thụy hiệu là Trang Hiến hoàng hậu (莊憲皇后). Tháng 8 cùng năm, Trang Hiến hoàng hậu được hợp táng cùng Thuận Tông vào Phong lăng (豐陵).

## Hậu duệ
Trang Hiến hoàng thái hậu có với Đường Thuận Tông tổng cộng 5 người con, 2 Hoàng tử và 3 Hoàng nữ, bao gồm:
1. Hoàng trưởng tử, tức Đường Hiến Tông Lý Thuần [李纯].
2. Hoàng trưởng nữ Hán Dương công chúa [漢暘公主; ? - 840], tên thật là Lý Sướng (李畅), sơ phong Đức Dương quận chúa (德阳郡主) khi Thuận Tông được phong làm Thái tử. Khi trưởng thành, chúa hạ giá lấy Quách Thung (郭鏦), con trai thứ ba của Thăng Bình công chúa và Phò mã đô úy Quách Ái (郭暧), tức là anh trai của Quách thị, về sau là vợ của Lý Thuần. Sau khi Thuận Tông kế vị, phong làm Công chúa.
3. Hoàng thập ngũ tử Lý Quán [李绾; ? - 861], vốn tên là Ấp (浥). Năm 788, gia phong làm Hà Đông quận vương (河东郡王); đến năm 805 cải phong làm Phúc vương (福王), nhậm chức Ngụy Bác tiết độ đại sứ (魏博節度使)[11].
4. Hoàng thứ nữ Lương Quốc Cung Tĩnh công chúa [樑國恭靖公主], tên thật là Lý Lạp (李拉), sơ phong Hàm Ninh quận chúa (鹹寧郡主). Năm 805, đổi phong làm Phổ An công chúa (普安公主), hạ giá lấy Trịnh Hà (郑何), là con trai của Kỉ Quốc công chúa (紀國公主) - con gái của Đường Túc Tông Lý Hanh và Phò mã đô úy Trịnh Phái (郑沛). Sau khi qua đời, truy tặng làm [Lương Quốc công chúa].
5. Hoàng ngũ nữ Vân An công chúa [雲安公主], hạ giá Lưu Sĩnh Kính (劉士涇), con trai đại thần Lưu Xương (劉昌).